# ATP Challenger Madeira
Der ATP Challenger Madeira (offiziell: Madeira Challenger) war ein Tennisturnier, das von 1988 bis 1991 jährlich auf Madeira, Portugal, stattfand. Es gehörte zur ATP Challenger Tour und wurde im Freien auf Hartplatz gespielt.

## Liste der Sieger

### Einzel
| Jahr     | Sieger            | Finalgegner       | Ergebnis          |
| -------- | ----------------- | ----------------- | ----------------- |
| 1991     | Byron Black       | Nicolás Pereira   | 6:3, 6:4          |
| 1990     | nicht ausgetragen | nicht ausgetragen | nicht ausgetragen |
| 1989     | Nuno Marques      | Jeremy Bates      | 6:3, 6:3          |
| 1988 (2) | Francisco Roig    | Richard Fromberg  | 6:4, 1:0 aufgg.   |
| 1988 (1) | Javier Sánchez    | David Lewis       | 6:1, 6:1          |

### Doppel
| Jahr     | Sieger                             | Finalgegner                 | Ergebnis          |
| -------- | ---------------------------------- | --------------------------- | ----------------- |
| 1991     | John-Laffnie de Jager Byron Talbot | Byron Black T. J. Middleton | 2:6, 7:6, 6:4     |
| 1990     | nicht ausgetragen                  | nicht ausgetragen           | nicht ausgetragen |
| 1989     | Nick Brown Andrew Castle           | Warren Green Stephen Shaw   | 6:3, 6:2          |
| 1988 (2) | Jason Stoltenberg Todd Woodbridge  | David Felgate Nick Fulwood  | 6:2, 6:4          |
| 1988 (1) | David Felgate Nick Fulwood         | Jon Levine Nduka Odizor     | 7:5, 7:5          |